# Kentucky (película)
Kentucky es una película en tecnicolor de 1938 con Loretta Young, Richard Greene y Walter Brennan. Fue dirigida por David Butler. Es una versión de la historia de los amantes de Romeo y Julieta, en este caso Jack y Sally, en medio de la carrera de caballos de Kentucky, en la que una disputa familiar se remonta a la Guerra Civil y se mantiene viva por el tío Peter de Sally.

## Sinopsis
Durante la Guerra Civil, Thad Goodwin, Sr., (Charles Waldron) de Elmtree Farm, un criador de caballos local se resiste al Capitán John Dillon (Douglass Dumbrille) y una compañía de soldados de la Unión que confiscan sus caballos. Él es asesinado por Dillon y su hijo menor Peter (Bobs Watson) se queda llorando mientras los soldados se alejan con los caballos
75 años más tarde, en 1938, Peter (Walter Brennan) ahora un anciano malvado, aún reside en Elmtree Farm y cría caballos con su sobrina Sally (Loretta Young). El nieto del capitán Dillon, Jack (Richard Greene) y Sally se encuentran, sin saber que él era un Dillon. El padre de Sally, Thad Goodwin, Jr., muere cuando su especulación sobre el algodón cae. Los Goodwins se ven obligados a subastar casi todos sus caballos y Jack ofrece sus servicios a Sally, como entrenadora de su último caballo de premio, "Bessie's Boy", quien luego se lesionó.
Sally finalmente pierde la granja, y el Sr. Dillon cumple con su apuesta original con Thad Jr. y le ofrece criar a uno de sus potros en su granja. Ella elige "Blue Grass" en lugar del favorito, "Postman", y Jack lo entrena para el Derby. Ella finalmente se entera de la verdadera identidad de Jack y lo despide como entrenador. Durante la carrera, Blue Grass corre cuello con cuello con el caballo Postman de Dillon, pero Blue Grass gana gracias al consejo de Jack. Sally abraza a Jack, pero Peter se derrumba antes de la ceremonia de entrega del premio y muere. En su funeral, Dillon lo elogia y de la vida estadounidense del pasado, como "El gran hombre viejo del césped americano".

## Reparto
| Actor                | Rol                     |
| -------------------- | ----------------------- |
| Loretta Young        | Sally Goodwin           |
| Richard Greene       | Jack Dillon             |
| Walter Brennan       | Peter Goodwin           |
| Douglass Dumbrille   | John Dillon – 1861      |
| Karen Morley         | Mrs. Goodwin – 1861     |
| Moroni Olsen         | John Dillon – 1938      |
| Russell Hicks        | Thad Goodwin Sr. – 1861 |
| Willard Robertson    | Bob Slocum              |
| Charles Waldron      | Thad Goodwin – 1938     |
| George Reed          | Ben                     |
| Bobs Watson          | Peter Goodwin – 1861    |
| Delmar Watson        | Thad Goodwin Jr. – 1861 |
| Leona Roberts        | Grace Goodwin           |
| Charles Lane         | Subastador              |
| Charles B. Middleton | Sudista                 |

## Premios
Walter Brennan ganó su segundo Oscar (Al Mejor Actor Secundario) por su papel de Peter Goodwin.